# ANKRD39
ANKRD39 (англ. Ankyrin repeat domain 39) – білок, який кодується однойменним геном, розташованим у людей на 2-й хромосомі. Довжина поліпептидного ланцюга білка становить 183 амінокислот, а молекулярна маса — 19 651.
| 10         |  | 20         |  | 30         |  | 40         |  | 50         |
| ---------- |  | ---------- |  | ---------- |  | ---------- |  | ---------- |
| MATPRPCADG |  | PCCSHPSAVL |  | GVQQTLEEMD |  | FERGIWSAAL |  | NGDLGRVKHL |
| IQKAEDPSQP |  | DSAGYTALHY |  | ASRNGHYAVC |  | QFLLESGAKC |  | DAQTHGGATA |
| LHRASYCGHT |  | EIARLLLSHG |  | SNPRVVDDDG |  | MTSLHKAAER |  | GHGDICSLLL |
| QHSPALKAIR |  | DRKARLACDL |  | LPCNSDLRDL |  | LSS        |  |            |

A: Аланін

C: Цистеїн

D: Аспарагінова кислота

E: Глутамінова кислота

F: Фенілаланін

G: Гліцин

H: Гістидин

I: Ізолейцин

K: Лізин

L: Лейцин

M: Метіонін

N: Аспарагін

P: Пролін

Q: Глутамін

R: Аргінін

S: Серин

T: Треонін

V: Валін

W: Триптофан

Кодований геном білок за функцією належить до фосфопротеїнів. 